# Azad Mirzadjanzadeh
 (février 2025).
Azad Mirzadjanzadeh (en azéri: Azad Xəlil oğlu Mirzəcanzadə; né le 29 septembre 1928 à Bakou et mort le 17 juillet 2006 à Bakou) est un scientifique, penseur, docteur en sciences techniques, académicien azerbaïdjanais.

## Biographie
Azad Mirzajanzadeh est né le 29 septembre 1928 à Bakou. Après avoir obtenu son diplôme d'études secondaires, il a fait ses études supérieures de 1944 à 1949 à la Faculté du pétrole et des mines de l'Institut industriel d'Azerbaïdjan, se spécialisant en ingénierie minière. Il soutient sa thèse en sciences techniques en 1951 et sa dissertation de doctorat en 1957. Il reçoit le titre de professeur en 1959, est élu membre correspondant de l'Académie nationale des sciences d'Azerbaïdjan en 1962 et membre à part entière en 1968. 

## Activités scientifiques et pédagogiques
L’activité pédagogique d’Azad Mirzajanzadeh commence en 1944 en tant que professeur à l'école secondaire n° 44 à Bakou. En 1948-1958 il travaille comme assistant principal de laboratoire, chercheur junior, chercheur principal et chef de département à l'Institut du pétrole et à l'expédition pétrolière de l'Académie des sciences d'Azerbaïdjan.
En 1958-1968 A. Mirzajanzadeh est chercheur à l'Institut de recherche scientifique sur la production  pétrolière sous le ministère de l'Industrie pétrolière d'Azerbaïdjan.
En 1966-1969 il est chef de laboratoire à l'Institut des problèmes de mécanique de l'Académie des sciences de l'URSS, au laboratoire commun de l'Académie des sciences de l'URSS et du ministère de l'Industrie pétrolière en 1969-1973 ; en 1973-1989 il est au laboratoire de dynamique du pétrole et du gaz de l'ancien Institut scientifique de recherche pétrolière de toute l'Union, et depuis 1992 il est au poste du directeur de l'Institut de recherche scientifique sur les problèmes géotechnologiques et la chimie du pétrole et du gaz sous l'Académie du pétrole d'Azerbaïdjan.
De 1951 à 1957, il travaille comme professeur associé au département de mécanique théorique de l'Université d'État d'Azerbaïdjan, de 1957 à 1959, il est professeur et de 1959 jusqu'à la fin de sa vie, il est chef du département de l'Académie nationale du pétrole d'Azerbaïdjan. Azad Mirzajanzadeh est également l’auteur d’un certain nombre de projets liés à l’enseignement des sciences exactes dans les écoles secondaires.
Il préside la Commission supérieure d'attestation d'Azerbaïdjan de 1992 à 2001 et dirige le Comité d'État pour la science et la technologie de 1993 à 2001.

## Réalisations scientifiques
La loi de relaxation de la filtration a été proposée et des fondements méthodologiques pour le développement de systèmes de condensats de gaz et de champs pétroliers non newtoniens ont été développés et appliqués.
Les principes hydrodynamiques du forage de puits dans des conditions difficiles ont été développés.
Différents domaines physiques ont été proposés et mis en œuvre pour le forage de puits, le développement de champs de pétrole et de gaz et la régulation des modes de fonctionnement du transport pétrolier.
Une analyse systématique a été développée pour les processus technologiques d’extraction de pétrole et de gaz. Des méthodes dynamiques de développement de champs pétroliers offshore ont été créées et appliquées.